# Championnats d'Europe de patinage de vitesse sur piste courte 2025
Navigation
Édition précédente Édition suivante
Les Championnats d'Europe de patinage de vitesse sur piste courte 2025 se déroulent à Dresde en Allemagne du 17 au 19 janvier 2025. L'événement est organisé par l'Union internationale de patinage.
Il y a sept épreuves au total : quatre pour les hommes, quatre pour les femmes et un relais mixte. Les différentes distances sont le 500 mètres, le 1 000 mètres, le 1 500 mètres et le relais de 3 000 mètres pour les femmes, 5 000 mètres pour les hommes et 2 000 mètres en mixte.

## Palmarès

### Résultats
| Épreuves       | Or | Or             | Argent | Argent         | Bronze | Bronze         |
| -------------- | --- | -------------- | --- | -------------- | --- | -------------- |
| Hommes         | |                | |                | |                |
| 500 m          | Jens van 't Wout                                                                                              | 40 s 642       | Pietro Sighel                                                                                                  | 41 s 245       | Quentin Fercoq | 41 s 310       |
| 1 000 m        | Pietro Sighel                                                                                                 | 1:23.788       | Jens van 't Wout                                                                                               | 1:23.797       | Luca Spechenhauser | 1:24.121       |
| 1 500 m        | Jens van 't Wout                                                                                              | 2 min 14 s 434 | Stijn Desmet                                                                                                   | 2 min 14 s 492 | Non attribuée | Non attribuée  |
| 1 500 m        | Jens van 't Wout                                                                                              | 2 min 14 s 434 | Sven Roes | 2 min 14 s 492 | Non attribuée | Non attribuée  |
| 5 000 m relais | Italie- Thomas Nadalini - Lorenzo Previtali - Pietro Sighel - Luca Spechenhauser - Mattia Antonioli           | 6:47.181       | Pologne- Łukasz Kuczyński - Michał Niewiński - Diané Sellier - Neithan Thomas - Paweł Adamski                  | 6:47.353       | Belgique- Stijn Desmet - Warre Noiron - Ward Pétré - Warre Van Damme                                                  | 6:48.712       |
| Femmes         | |                | |                | |                |
| 500 m          | Petra Jászapáti                                                                                               | 43.087         | Arianna Sighel                                                                                                 | 43.236         | Chiara Betti | 43.345         |
| 1 000 m        | Arianna Fontana                                                                                               | 1 min 32 s 567 | Petra Jászapáti                                                                                                | 1 min 32 s 887 | Elisa Confortola | 1 min 42 s 652 |
| 1 500 m        | Xandra Velzeboer                                                                                              | 2:38.364       | Gloria Ioriatti                                                                                                | 2:38.451       | Elisa Confortola | 2:38.529       |
| 3 000 m relais | Italie- Chiara Betti - Elisa Confortola - Arianna Fontana - Gloria Ioriatti - Arianna Sighel                  | 4:11.703       | Hongrie- Sára Bácskai - Petra Jászapáti - Zsófia Kónya - Maja Somodi - Rebeka Sziliczei-Német                  | 4:12.324       | Pologne- Natalia Maliszewska - Nikola Mazur - Kamila Stormowska - Gabriela Topolska                                   | 4:17.021       |
| Mixte          | |                | |                | |                |
| 2 000 m relais | France- Étienne Bastier - Quentin Fercoq - Aurélie Lévêque - Cloé Ollivier - Gwendoline Daudet - Tawan Thomas | 2:40.460       | Pays-Bas- Teun Boer - Zoë Deltrap - Jens van 't Wout - Michelle Velzeboer - Sjinkie Knegt - Diede van Oorschot | 2:48.607       | Pologne- Natalia Maliszewska - Michał Niewiński - Diané Sellier - Kamila Stormowska - Łukasz Kuczyński - Nikola Mazur | 2:54.651       |

### Tableau des médailles
| Rang  | Nation   | Or | Argent | Bronze | Total |
| ----- | -------- | -- | ------ | ------ | ----- |
| 1     | Italie   | 4  | 3      | 4      | 11    |
| 2     | Pays-Bas | 3  | 3      | 0      | 6     |
| 3     | Hongrie  | 1  | 2      | 0      | 3     |
| 4     | France   | 1  | 0      | 1      | 2     |
| 5     | Pologne  | 0  | 1      | 2      | 3     |
| 6     | Belgique | 0  | 1      | 1      | 2     |
| Total | Total    | 9  | 9      | 9      | 27    |